# Вісконсинське зледеніння
Вісконсинське зледеніння — остання льодовикова епоха в Північній Америці, хронологічний аналог середньоросійському Валдаю, західносибірському сартану й альпійському кінцю пізнього плейстоцену (пізньому вюрму) з максимумом зледеніння 18 — 26 тис. років тому. Мав у своєму складі Кордильєрський льодовиковий щит (північ Північноамериканських Кордильєр), Іннуїтський льодовиковий щит (Канадський Арктичний архіпелаг), Лаврентійський льодовиковий щит (високі широти центральної та східної Північної Америки) та Гренландський льодовиковий щит. Вісконсинське зледеніння відбулося приблизно від 75 000 до 11 000 років тому між Сангамонським етапом (глобально відомий як Еємський інтергляціал) та сьогоденним інтергляціалом — голоценом. Максимальний об'єм льоду накопичився приблизно 25 000–21 000 років тому під час останнього льодовикового максимуму, також відомий як Пізній Вісконсин у Північній Америці.
Це зледеніння докорінно змінило географію на північ від річки Огайо. Під час максимуму Вісконсинського зледеніння льодовиковий щит охопив більшу частину Канади, Верхнього Середнього Заходу та Нової Англії, а також частини Айдахо, Монтани та Вашингтона. У південно-західному Саскачевані та південно-східній Альберті шовна зона між Лаврентійським та Кордильєрським  льодовиками утворила Кипарисові пагорби, найпівнічнішу точку Північної Америки, що залишилася вільна від льоду. Під час значної частини зледеніння рівень моря був досить низьким, щоб дозволити сухопутним тваринам, включаючи людей, заселити Берингію (Беринговий сухопутний міст) і рухатися між Північною Америкою та Сибіром. Коли льодовики відступали, льодовикові озера були спущені під час катастрофічних повеней, таких як Канакі, яке змінило ландшафт на південь від сучасного Чикаго аж до річок Огайо та Міссісіпі.